# Mathurin Barenton
Mathurin Barenton, död 1681, var en fransk gifthandlare. Han var en av de åtalade i den berömda giftmordsaffären.
Mathurin Barenton sålde dödliga gifter. Han hade anlitats av Chevalier de La Brosse, som önskade förgifta kungen som hämnd för M. Fouquets fall. Han dömdes för att ha känt till och underlåtit att avslöja en komplott att mörda kungen med hjälp av gift och svart magi. 
Hans avrättning sköts länge upp på grund av de många vittnesmål han lämnade. I september 1681 gick avrättningen i verkställelse. 